# Функция Моффата
Функция Моффата — вещественная функция, описываемая следующей формулой:
{\displaystyle I(r)=I_{0}\left[1+\left({\frac {r}{\alpha }}\right)^{2}\right]^{-\beta }}
Эту функцию можно рассматривать как обобщение функции Гаусса (к которой функция Моффата стремится при {\displaystyle \beta \rightarrow \infty }), и она хорошо описывает функции рассеяния точки (ФРТ) оптических инструментов в астрономии. Функция названа по фамилии астронома Энтони Моффата, который в 1969 году предложил использовать такую функцию для апроксимации ФРТ в астрономии.

## Функция
Функция Моффата определяется следующим образом:
{\displaystyle I(r)=I_{0}\left[1+\left({\frac {r}{\alpha }}\right)^{2}\right]^{-\beta }}
Если функция применяется для апроксимации функции рассеяния точки (см. ниже), то она выражает наблюдаемую поверхностную яркость {\displaystyle I} в изображении точечного источника на расстоянии {\displaystyle r} от центра, {\displaystyle I_{0}} в таком случае — центральная поверхностная яркость. Параметр {\displaystyle \beta } описывает форму функции: чем больше {\displaystyle \beta }, тем ближе к нулю значения функции при больших {\displaystyle r}. Функцию можно нормировать, чтобы представить её в виде двумерного распределения:
{\displaystyle p(r)={\frac {\beta -1}{\pi \alpha ^{2}}}\left[1+\left({\frac {r}{\alpha }}\right)^{2}\right]^{-\beta }}
Полуширина функции Моффата составляет {\displaystyle {\text{FWHM}}=2\alpha {\sqrt {2^{1/\beta }-1}}} (величина, для которой выполняется {\displaystyle I({\text{FWHM}}/2)=I_{0}/2}).

### Частные случаи
Предельным случаем функции Моффата при {\displaystyle \beta \rightarrow \infty } является функция Гаусса.

## Применение
Функция Моффата часто используется в астрономии: она хорошо описывает функцию рассеяния точки (ФРТ) для разных наблюдательных инструментов. ФРТ можно грубо апроксимировать более простой функцией Гаусса, но она не может смоделировать протяжённые «крылья» (т.е. область далёких от нуля значений вдали от центра) реальных ФРТ. Функция Моффата не имеет этого недостатка и используется для описания ФРТ, причём параметр {\displaystyle \beta }, как правило, составляет несколько единиц — от 2,5 до 4. Кроме того, ФРТ, создаваемая только атмосферной турбулентностью, лучше всего описывается функцией Моффата с {\displaystyle \beta =4{,}765}.

## История
В 1969 году астроном Энтони Моффат опубликовал статью в журнале Astronomy and Astrophysics, посвящённую распределению яркости в фотографических изображениях точечных источников. В этой работе он предложил использовать функцию, позднее названную его именем, для апроксимации функции рассеяния точки у разных инструментов. Ранее для этой цели использовалась функция Гаусса, и функцию Моффата можно рассматривать как её обобщение.